# Sabriye Tenberken
Sabriye Tenberken (Keulen, 19 september 1970) is een Duits tibetoloog en oprichtster van de organisatie Braille Without Borders.

## Levensloop
Sabriye Tenberken groeide op in Bonn en door een netvliesontsteking begon ze vanaf haar negende jaar blinder te worden. Op haar twaalfde was ze geheel blind. Tot dat moment ging ze naar het vrijeschoolonderwijs en daarna naar de Deutsche Blindenstudienanstalt in Marburg. Aansluitend studeerde ze tibetologie, sociologie en filosofie aan de Rheinische Friedrich-Wilhelms-Universität in Bonn.
Tenberken ontwikkelde het Tibetaans braille, een speciaal brailleschrift voor de Tibetaanse taal, dat later het officiële blindenschrift voor het Tibetaans werd. In 1997 reisde ze alleen naar Tibet waar ze de Nederlander Paul Kronenberg leerde kennen. Samen richtten ze in 1998 het Blindencentrum Tibet op in Lhasa dat bij aanvang vijf blinde Tibetaanse kinderen lezen en schrijven.
Tenberken is meermaals onderscheiden, onder andere met de Albert-Schweitzer-Preis in 2002 en de Bundesverdienstkreuz uit handen van de Duitse Bondspresident Horst Köhler in 2005.

## Filmografie
In 2000 werd de documentairefilm Mit anderen Augen over haar leven en werk gemaakt. Voor deze film ontving ze een Bambi.
In 2004 ondernam ze het Climbing Blind Project. Samen met Paul Kronenberg en tieners van de blindenschool in Lhasa begonnen ze met een filmteam aan de beklimming van de Mount Everest. Hierbij werden ze begeleid door de eerste blinde Everest-bergklimmer Erik Weihenmayer en een Amerikaanse filmploeg. Vanwege slechte weersomstandigheden moesten ze deze tocht echter afbreken. Van deze klim werd door de Britse filmregisseur Lucy Walker de documentaire Blindsight gemaakt. De documentaire werd meermaals bekroond.